# Platycypha amboniensis
Platycypha amboniensis é uma espécie de libelinha da família Chlorocyphidae.
É endémica do Quénia.
Os seus habitats naturais são: regiões subtropicais ou tropicais húmidas de alta altitude e rios.
Está ameaçada por perda de habitat.